# Ernst Braun (Turner)
Ernst Braun war ein deutscher Turner aus Dortmund. Er turnte für den TuS Eintracht Dortmund.

## Wirken
Beim Reichswettkampf der Jugendturner der Meisterklasse am 19. Januar 1941 in Kassel erreichte er einen vierten Platz.
Bei den Hallenkampfspielen der Hitler-Jugend im April 1941 wurde er mit dem Gau Westfalen Meister. Die Turner wurden vom TV Eintracht Dortmund gestellt.
Am 7. Dezember 1941 wurde er in Mainz zweiter hinter Erich Wied bei den Reichswettkämpfen der Jugendklasse.
Im April 1944 gewann der ehemalige deutsche Jugendmeister Braun bei den westfälischen Gerätemeisterschaften in Eichen den Zehnkampf und wurde Einzelsieger im Bodenturnen, an den Ringen, am Barren und am Reck.
Am 14. Mai 1944 gewann er als Gefreiter der Luftwaffe in Krems an der Donau die Deutsche Meisterschaft im Turnen. Braun war Gesamtsieger und Einzelmeister im Bodenturnen.